# De gæve Riddere
De gæve Riddere er en amerikansk stumfilm fra 1921 af Emmett J. Flynn.

## Medvirkende
- Harry Myers som Martin Cavendish
- Pauline Starke som Sandy
- Rosemary Theby som Morgan le Fay
- Charles Clary som King Arthur
- William V. Mong som Merlin the Magician
- George Siegmann som Sir Sagramore
- Charles Gordon som Clarence